# Slaget vid Röbäck
Slaget vid Röbäck var ett fältslag under Finska kriget 1808–1809 som utkämpades mellan Röbäck och Tegs by i Västerbottens län, Sverige, den 21 augusti 1809. Striden stod mellan svenska styrkor ledda av Fabian Wrede och ryska styrkor under ledning av Ivan Matveyevich Erikson.

## Bakgrund
Sedan våren 1809 hade den ryska armén under general Nikolaj Kamenskij legat i Västerbotten omkring Umeå. Under sommaren hade svenskarna dragits tillbaka efter Slaget vid Hörnefors, och i augusti befann sig den svenska norra armén under ledning av general greve Fabian Wrede vid södra sidan av Öreälven. Generalmajor Georg Carl von Döbeln ledde en av arméns fördelningar och hade börjat avancera från Jämtland mot norr. Under tiden byggde de ryska styrkorna en bro vid Långed för att kunna korsa Öreälven och genomföra ett anfall.
För att avleda general Johan August Sandels uppmärksamhet från brobyggnaden genomförde ryssarna skenmanövrar på svenskarnas vänstra flank. Sandels skickade sin tross, söder om Lögdeå ström, till Ava för att förstärka intrycket av att svenskarna var beredda men rädda för ett anfall. Hans strategi var att locka de ryska styrkorna ledda av Nikolaj Kamenskij så långt söder ut som möjligt för att samordna en attack mot Umeå, med hjälp av kusthären och general Gustaf Wachtmeister, och därmed lättare tillfångata eller tillintetgöra de omringade ryssarna.
Överamiral Johan af Puke anlände dock snabbare än väntat till Ratan, vilket påverkade tidtabellen för de svenska styrkorna. Ryssarna avbröt brobygget vid Långed den 17 augusti på eftermiddagen. Kamenskij, informerad om Pukes landstigning, hade då redan beordrat sina trupper att vända om kvällen där innan. En stark rysk förskara, under befäl av generalerna Ivan Matveyevich Erikson och Kirill Feodorovitsch Kosatschkoffski, hade kvarstannat och noggrant bevakat stränderna, vilket hindrade svenska spanare från att upptäcka det ryska återtåget förrän morgonen därpå.

Sandels kunde därför inte påbörja sin övergång förrän den 18 augusti, och de finska bataljonerna korsade älven först genom att vada eller använda snabbt hopslagna flottar och färjor. Först natten till den 20 augusti kunde fältkanoner och trossen föras över. Förföljandet försvårades ytterligare av att ryssarna förstörde alla broar under sitt återtåg. Savolaxs fältbataljon, ledd av överstelöjtnant Gustaf Adolf Ehrnrooth, utgjorde förtruppen i denna operation.
| ”                                                                        | Här qvarstodo vi intill den 18 Augusti, då underrättelse inlopp, att en betydlig Svensk här landstigit vid Ratan, och tagit fienden i ryggen; i följd deraf ryckte vi norrut. Vårt framtågande gick likväl nog långsamt, och långsammare än det kunnat ske; ty Öre elf passerades ej af oss, förr än natten mot den 20. I fall det funnits något samband emellan företagen, så hade väl ej Sandels styrka bordt denna tid ligga overksam; han hade tvertom bordt locka fienden sydligare inåt landet, under det en så afgörande plan förehades af landstignings hären, hvilken derigenom lättare kunnat bemägtiga sig den vigtiga ställningen vid Umeå elf. | „ |
| – Carl Johan Holm (1836), bataljonspredikant vid Savolax jägarregemente, | |   |

## Slaget
Den 21 augusti 1809 samlades general Fabian Wredes styrkor vid Stöcksjö. Livgrenadjärerna tog en omväg för att vid Röbäck förena sig med huvudstyrkan. De svenska förtrupperna hade drivit bort de ryska jägare och kosacker som tidigare visat sig. Utanför Tegsby, på en höjd som dominerade dalsluttningen mot Röbäcks by, hade ryssarna byggt fältvärk och utfört förhuggningar, vilket antydde på ett allvarligare motstånd.
På höjden vid Röbäck planerades ett anfall som skulle ledas av överstelöjtnant Gustaf Adolf Ehrnrooth. Savolaxsarna i spridd ordning och Österbottningarna i sluten ordning skulle inta de ryska förskansningarna, medan de svenska trupperna stannade kvar i Röbäck för att stödja framryckningen. De finska trupperna avancerade utan att möta motstånd och nådde förhuggningarna utan att ett enda skott avlossades. Trupperna förbereddes på att möta druvhagel på närmare håll. Med snabb framryckning intogs förskansningarna, och de ryska kosackerna och fotfolket flydde. I skottgluggarna fanns endast stockändar i stället för kanoner.
Löjtnant Carl Magnus Tigerstedt och Gustaf Adolf Montgomery skyndade med några dragoner efter de flyende ryssarna för att hindra dem från att spränga bron över Umeälven, men detta skedde samtidigt som de ankom. Dragonerna möttes sedan av karteschskott från ett styckevärn vid Umeå stadskyrka. Svenska kanoner ryckte fram och en livlig artillerield utbröt. Ett särskilt förödande skott dödade en underofficer och sårade 12 man av Österbottningarna samt en kanonhäst.
Senare samma dag hade hela norra hären nått södra sidan av Umeälven. Finnarna intog högra flygeln, lägrande sig inom och utom Tegsby, medan svenskarna intog vänstra flygeln i Böle by och i de närliggande torpen och gårdarna. En annan styrka, under löjtnant Johan Peter Lefrén, gick på general von Döbelns order över älven för att underrätta sig om ryssarnas ställning. Istället tog de ett antal krigsfångar i ett ryskt sjukhus vid Umeå landskyrka.
Den 22 augusti hade hela den svenska styrkan nått Umeälven. Artilleribeskjutningen fortsatte intensivt fram till den 23 augusti, då de ryska trupperna utrymde staden, som omedelbart besattes av Savolax infanteri.